# Madge Blake
Madge Blake, née le 31 mai 1899 à Kinsley dans le Kansas et morte le 19 février 1969 à Pasadena en Californie, est une actrice américaine. 

## Biographie
Madge Blake est principalement connue pour son rôle de la tante Harriet dans la série télévisée Batman qui fut présentée au petit écran à la fin des années 1960. Elle fut aussi la mère de Larry Mondello dans Leave It to Beaver (1957), la chroniqueuse mondaine Dora Bailey dans Singin’in the Rain (1952).

## Filmographie
- 1949 : Madame porte la culotte (Adam's Rib) : Mrs. Bonner
- 1950 : A Life of Her Own : Regent Studios' Wardrobe Woman
- 1950 : De minuit à l'aube (Between Midnight and Dawn) de Gordon Douglas : Mrs. Mallory
- 1951 : Le Rôdeur (The Prowler) : Martha Gilvray
- 1951 : M de Joseph Losey : Police Station Witness
- 1951 : Discrétion assurée (No Questions Asked) d'Harold F. Kress : Ellen's landlady
- 1951 : Queen for a Day : Mrs. Kimpel, High Diver segment
- 1951 : Rhubarb, le chat millionnaire : Mrs. Emily Thompson
- 1951 : Je veux un millionnaire (A Millionaire for Christy) de George Marshall : Mrs. Rapello
- 1951 : Un Américain à Paris (An American in Paris) : Edna Mae Bestram (perfume customer)
- 1952 : Finders Keepers (en)
- 1952 : Chantons sous la pluie (Singin' in the Rain) : Dora Bailey
- 1952 : Des jupons à l'horizon (Skirts Ahoy!) : Jane
- 1952 : Washington Story (en) de Robert Pirosh : Woman bystander
- 1952 : Something for the Birds : Mrs. Chadwick
- 1952 : La Maîtresse de fer (The Iron Mistress) : Mrs. Cuny
- 1952 : Ça pousse sur les arbres (It Grows on Trees) : Woman
- 1952 : Les Ensorcelés (The Bad and the Beautiful) : Mrs. Rosser
- 1953 : It Happens Every Thursday (en) de Joseph Pevney : Clubwoman
- 1953 : Meurtre à bord de Joseph M. Newman : passagère
- 1954 : La Roulotte du plaisir (The Long, Long Trailer) de Vincente Minnelli : Aunt Anastacia
- 1954 : Rhapsodie (Rhapsody) : Mrs. Cahill
- 1954 : Fireman Save My Child : Commissioner's Wife
- 1954 : Brigadoon : Mrs. McIntosh
- 1954 : Ricochet Romance
- 1955 : La Danseuse et le Milliardaire (Ain't Misbehavin') : Mrs. Grier
- 1955 : Beau fixe sur New York (It's Always Fair Weather) : Mrs. Stamper
- 1955 : Le Tendre Piège (The Tender Trap) de Charles Walters : Society Reporter
- 1956 : Glory : Aunt Martha
- 1956 : Please Murder Me : Jenny (housekeeper)
- 1956 : Une Cadillac en or massif : Commentator
- 1957 : Kelly et moi (Kelly and Me) : Stout Woman
- 1957 : La Femme modèle (Designing Woman) : Party Guest
- 1957 : Amour frénétique (Loving You) : Hired agitator
- 1957 : The Real McCoys (série TV) : Flora MacMichael
- 1957 : All Mine to Give : Woman who opens door
- 1958 : The Heart Is a Rebel
- 1957 : Leave It to Beaver (série TV) : Mrs. Margaret Mondello (1958-1960)
- 1960 : Ne mangez pas les marguerites (Please Don't Eat the Daisies) : Mrs. Kilkinny
- 1961 : The Joey Bishop Show (série TV) : Mrs. Barnes (1961-1962)
- 1962 : Les Trois Sergents (Sergeants 3) de John Sturges : Mrs. Parent
- 1964 : Looking for Love (en) : Mrs. Press, Party Hostess
- 1966 : Le Dortoir des anges (The Trouble with Angels) d'Ida Lupino : Exasperated lady on train
- 1966 : The Last of the Secret Agents? (en) : Middle-Aged Lady at Topless a Go-Go
- 1966 : Batman : tante Harriet Cooper
- 1966 : Demain des hommes (Follow Me, Boys!) : Cora Anderson
- 1966 : Baby Makes Three (TV) : Grandmother
- 1970 : Hastings Corner (TV) : Freida Bindell